# Eupithecia hippolyte
Eupithecia hippolyte är en fjärilsart som beskrevs av Claude Herbulot 1987. Eupithecia hippolyte ingår i släktet Eupithecia och familjen mätare. Inga underarter finns listade i Catalogue of Life.